# Napolitana (dulce)

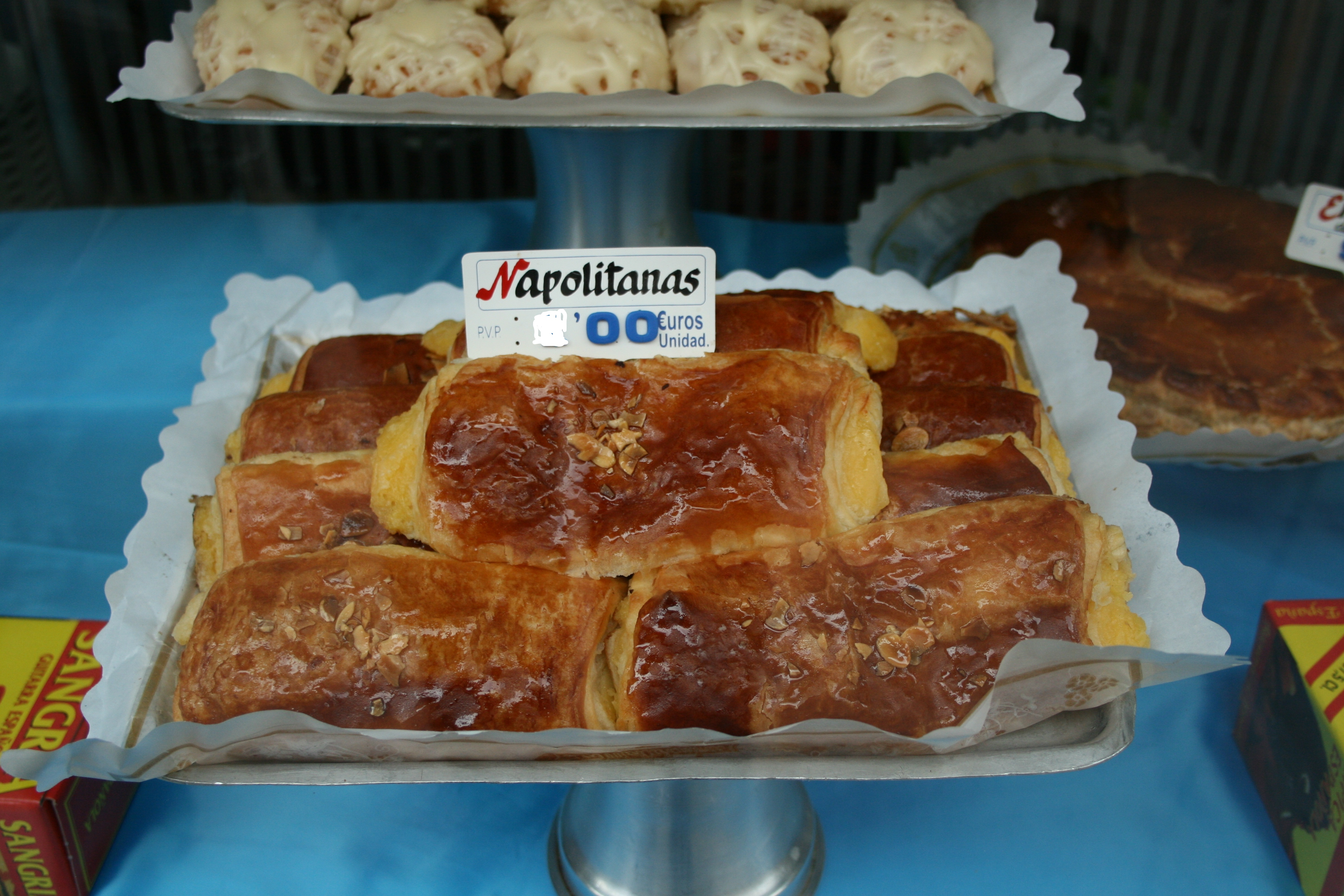
Napolitanas de crema pastelera

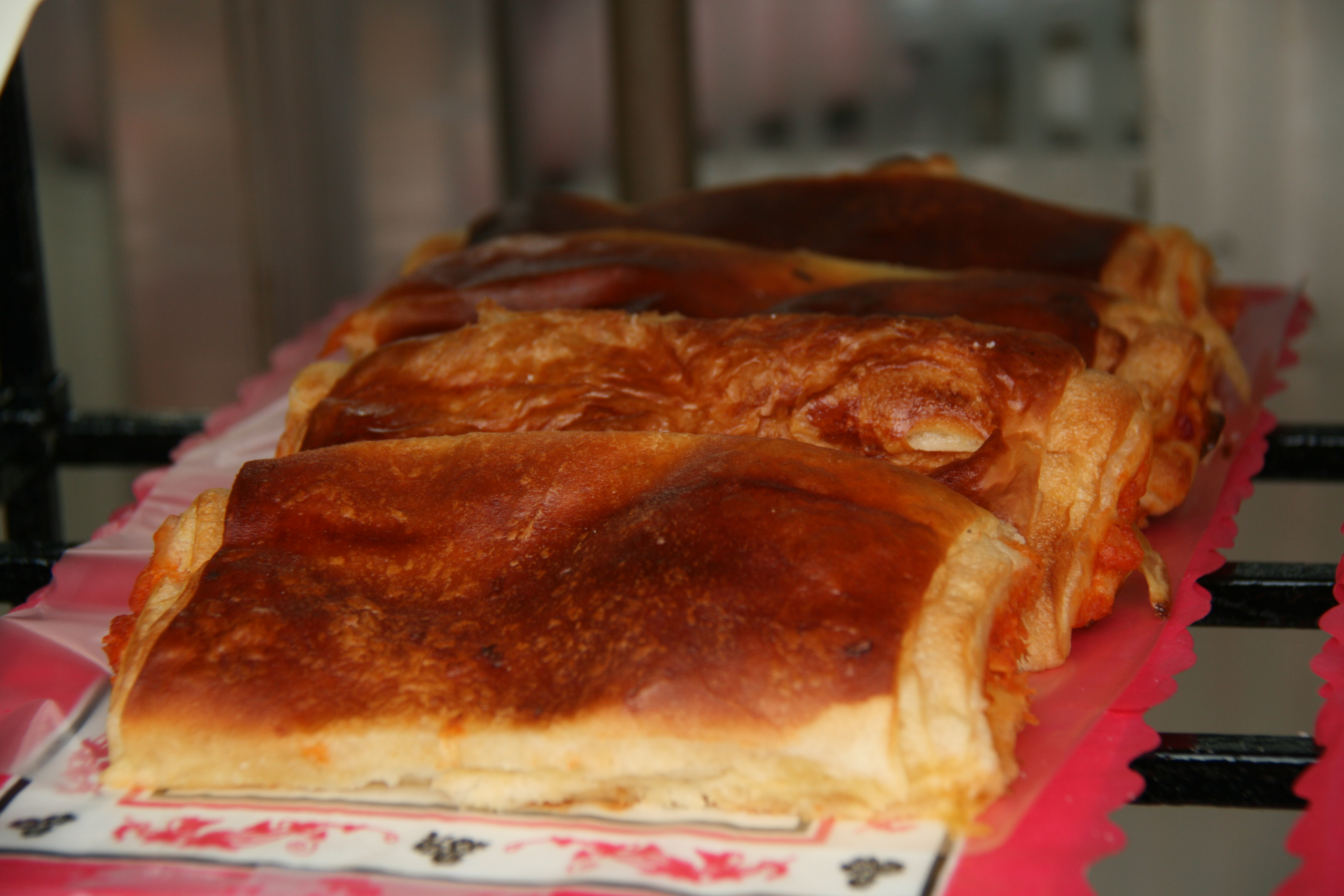
Napolitanas de jamón y queso

La napolitana es un famoso producto de pastelería y un tipo de bollo, perteneciente a las viennoiseries. Se trata de un relleno de chocolate o crema pastelera envuelto en una masa de hojaldre hecha con la misma masa que los croissants, lo que le da su forma rectangular y aplastada. La napolitana está a veces recubierta  de almendras tostadas por encima. La cultura popular siempre las ha llamado así, pero no está claro su origen napolitano, ya que en la gran mayoría de los idiomas el relleno de este característico dulce es una barra de chocolate, por lo que se conoce como pain au chocolat, dando referencias francesas de su verdadero origen. Asimismo, en parte de Navarra y el País Vasco, a las napolitanas se les conoce como «garrotes». La más común se le conoce como napolitana de chocolate o top de chocolate.
Dada la forma que tiene el pastel, podría resultar posible que la etimología de su nombre se remonte hasta principios del siglo XVI y tenga que ver con la napolitana mencionada en la copla XXXIV de Carajicomedia un poema obsceno y paródico del Prerrenacimiento:
[...] La Napolitana fue ramera cortesana, muy nombrada persona y muy gruessa. Su ‘aquilonal’ s´entiende por la rabadilla, que tenía muy hundida, y tan grande como una gran canal de agua. Ahora en día se muestra su persona casada con un moso de espuelas de la Reina doña Isabel. A esta muger conocí yo muy bien. Autora es d´esto toda la corte española. Esta es una de las nueve de la fama[...] El análisis crítico de ese texto indica que "la Napolitana" mencionada en él es una posible alusión camuflada mediante el uso de anfibología a la misma Isabel I de Castilla, la reina Católica, que desde el año 1504 gozó del título de reina de Nápoles.

## Características
La napolitana se prepara horneando una pieza de masa de hojaldre dulce, tras haberla pintado con huevo para darle brillo. Antes de hornear, se rellena de crema pastelera o de chocolate. En algunos casos, se espolvorea azúcar glas o almendra al gusto.

## Versiones saladas
Recientemente se han popularizado versiones saladas de la napolitana. El relleno más frecuente es de jamón y queso, pero se pueden encontrar de sobrasada, atún, anchoas, queso, u otros embutidos.